# Mußte das sein?
Mußte das sein? ist ein Lehrfilm des DEFA-Studios für populärwissenschaftliche Filme von Wolfgang Heyer aus dem Jahr 1965.

## Handlung
Fast die Hälfte aller Todesfälle ist die Folge von Herz- und Kreislauferkrankungen, das ist dreimal mehr, als durch Krebs hervorgerufen.
Um für eine gesunde Lebensweise zu werben, stellt der Film die Ursachen eines Herzinfarktes dar. Die Arbeitsleistung der Herzens und seine Energieversorgung durch die Herzkranzgefäße werden durch animierte Zeichnungen gezeigt. Das regulierende vegetative Nervensystem mit Sympathicus und Parasympathicus wird durch einen Test zum Anstieg von Herzfrequenz und Blutdruck ohne körperliche, aber durch psychische Belastung dargestellt. Es wird empfohlen, nicht dauernd der Hektik des modernen Lebens und der ständigen Leistungsbereitschaft zu unterliegen, sondern den Wechsel zwischen Spannung und Entspannung zu suchen, denn durch Bewegungsmangel wird das Risiko einer Gefäßerkrankung stark erhöht.
Diese medizinischen Erkenntnisse werden durch kurze Szenen mit Schauspielern, zwischen den animierten Abschnitten des Films, zur praktischen Erläuterung allgemeinverständlich dargestellt.

## Produktion
Mußte das sein? wurde in einer Mischung von Realfilm und animierter Grafik als Schwarzweißfilm im Auftrag des Deutschen Hygiene-Museums Dresden gedreht und hatte seinen Kinostart am 26. November 1965.
Die Tricks wurden von Fritz Luther gestaltet und das Szenarium stammt von Kurt Weiler, während die Dramaturgie in den Händen von Heinz Haffke lag. Für die medizinische Fachberatung wurde Stanley Ernest Strauzenberg zu Rate gezogen und die Texte wurden von Rudolf Schmal geschrieben.